# Mark Harelik
Mark Harelik (* 5. červen 1951, Hamilton, USA) je americký herec.

## Kariéra
Začal v roce 1983, když se objevil v seriálu Brick ´Em Back Alive. V USA ho nejvíce proslavilo účinkování v seriálech Hearts Afire, Křídla a Teorie velkého třesku. Kromě toho se také objevil v epizodních rolích seriálů, jakými jsou Dr. House, Kriminálka Miami, Gilmorova děvčata, Námořní vyšetřovací služba či Zoufalé manželky.
Kromě seriálů se také objevoval ve filmech, k těm českým divákům známým patří Jurský Park 3, Kdo s koho, TiMER nebo Nominace na Oscara.
Kromě filmů a seriálů se také věnuje divadlu.

## Ocenění
V letech 2003 a 2004 byl nominován na Joseph Jefferson Award za hlavní a vedlejší role ve hře The Beard of Avon, respektive v muzikálu The Light in the Piazza.

## Filmografie
- 1983 Brick ´Em Back Alive (TV seriál)
- 1990 Unspeakable Acts (TV film), A Gnome named Gnorm
- 1993 Barbarians at the Gate (TV film), Na zdraví (TV seriál), Hearts Afire (TV seriál), Křídla (TV seriál)
- 1994 Labutí princezna
- 1995 Strážce mého bratra (TV film), The Single Guy (TV seriál), Skoro dokonalá (TV seriál)
- 1996 Picket Fences (TV seriál), Grace v jednom kole (TV seriál)
- 1997 Show Jerryho Seinfelda (TV seriál), Advokáti (TV seriál)
- 1998 LateLine (TV seriál), Veroničiny svůdnosti (TV seriál), Star Trek:Voyager (TV seriál)
- 1999 Kdo s koho, Get Real (TV seriál), Boy Meets World (TV seriál), Come On, Get Happy: The Patridge Family Story (TV film), Hugh Hefner - skutečný příběh (TV film)
- 2001 Diagnóza Vražda (TV seriál), Jurský Park 3, Zloději (TV seriál)
- 2002 Angel (TV seriál)
- 2003 War Stories (TV film), Kriminálka Miami (TV seriál), 10-8: Officers on Duty (TV seriál)
- 2004 Samá chvála, Divoká karta (TV seriál), Will & Grace (TV seriál), Lékařské záhady (TV seriál)
- 2005 Zoufalé manželky (TV seriál), Dr. House (TV seriál), Záhadná žena: Vražda v lázních (TV film), Odpočívej v pokoji (TV seriál), Gilmorova děvčata (TV seriál), Vražedná čísla (TV seriál)
- 2006 Four Kings (TV seriál), Chirurgové (TV seriál), Námořní vyšetřovací služba (TV seriál), Sběratelé kostí (TV seriál), Jednotka zvláštního určení (TV seriál), Closer (TV seriál), Nominace na Oscara, Las Vegas: Kasino (TV seriál), V utajení (TV seriál)
- 2007 Dirt (TV seriál), Útěk z vězení (TV seriál), Vize zločinu (TV seriál), Watching the Detectives, Pohotovost (TV seriál), Heartland (TV seriál), Hnutí mysli (TV seriál), Hrdinové (TV seriál), Řekni, kdo tě zabil (TV seriál), Teorie velkého třesku (TV seriál)
- 2008 Eli Stone (TV seriál), Medium (TV seriál), Lincoln Heights (TV seriál)
- 2009 TiMER, Podfuk, Můj přítel Monk (TV seriál)
- 2010 Meeting Spencer, Deadly Honeymoon (TV film), Breaking Bad (TV seriál), Anatomie Lži (TV seriál)
- 2012 Castle na zabití (TV seriál, 4. řada, 6. díl)